# 北の螢 (映画)
『北の螢』（きたのほたる）は、1984年公開の日本映画。仲代達矢主演、五社英雄監督。東映・俳優座映画放送製作、東映配給。

## 概要
本作の主題歌で阿久悠作詞、三木たかし作曲、森進一歌唱によるシングル『北の螢』と同時進行で映画が製作されたが、始まりは映画製作の方が先である。阿久がスーパーバイザーとして初めて劇映画の製作に参加した。映画『北の螢』は、五社英雄監督が1982年の『鬼龍院花子の生涯』、1983年『陽暉楼』、1985年『櫂』の、高知を舞台にした宮尾登美子原作、五社監督コンビによる三部作の間に撮った映画で、こちらは宮尾原作ではなく、史実に基づいた高田宏治のオリジナル脚本で舞台も北海道である。明治幕開けの北海道の異常な世界・樺戸集治監を舞台に典獄（刑務所長）と北海道開拓の先兵として強制労働を強いられた囚人、その周辺にあった女郎屋の女たちとの愛と憎悪の葛藤を描く。このため"高知三部作"と同系列に位置する映画といえる。ナレーションのみであるが夏目雅子の遺作となった。小池朝雄の映画作品の遺作でもある。

## ストーリー
明治初期。開拓途上の北海道では道路、鉄道建設にあたり屯田兵だけでは労働力が不足し、道内の集治監に収監されている囚人が建設労働力として充てられた。石狩平野・空知の樺戸集治監では、月潟剛史が典獄として君臨。月潟は囚人を虫けら同然に扱い"鬼の典獄"と異名をとっていた。雪の日、月潟はゆうという女を助ける。月潟はゆうを自身の情婦・すまが女将をしている料理店に預けた。ゆうは京の祇園の芸妓で集治監に収監された元・津軽藩士のアナーキスト・男鹿孝之進の救出を企んでいた。ゆうは月潟の命で内務省の開拓副長官・石倉武昌の寝所に行かされるが、その見返りとして男鹿の赦免を要求した。男鹿は接見したゆうに月潟殺しを命じるが、月潟は集治監に潜り込んでいた元新選組副長・永倉新八らに襲われ重傷を負う。

## 出演
- 月潟剛史：仲代達矢
- 中村ゆう：岩下志麻
- すま：夏木マリ
- 浜菊：中村れい子
- 花奴：高沢順子
- きぬ奴：田中こずえ
- 木藤勘兵衛：成田三樹夫
- 各務靭良：夏木勲
- 小鬼剛志：苅谷俊介
- 吉田進：荒勢
- 熊谷友三郎：二瓶正也
- 高井良雄：高橋利道
- 海野治作：宮内洋
- 中島仙吉：成瀬正
- 三田伝吉：関根大学
- 神田外記：益岡徹
- 八木英造：峰蘭太郎
- 囚人：福本清三
- 囚人：菅田俊
- 監守：佐藤金造
- 斉藤玄：笹木俊志
- 羽田信吉：木谷邦臣
- 貝田八郎：白井滋郎
- 留三：阿藤海
- 正木伝次：三田村邦彦
- 丸徳：山谷初男
- 呉服商：月亭八方
- 石倉武昌：丹波哲郎
- 湯原忠良：小池朝雄
- 別所謙：稲葉義男
- 古屋せつ：早乙女愛
- 弥吉：佐藤浩市
- 永倉新八：隆大介
- 男鹿孝之進：露口茂

- ナレーション：夏目雅子

## スタッフ
- 監督：五社英雄
- スーパーバイザー：阿久悠
- 脚本：高田宏治
- 企画：矢部恒、佐藤雅夫
- 製作：高岩淡、佐藤正之
- プロデューサー：佐藤和之、厨子稔雄、遠藤武志
- 撮影：森田富士郎
- 美術：西岡善信、山下謙爾
- 音楽：佐藤勝
- 主題歌：森進一「北の螢」
- 照明：増田悦章
- 編集：市田勇
- 助監督：長岡鉦司

## 製作

### 同名楽曲との関係
当時の東映社長・岡田茂が、札幌に行ったとき、囚人の無縁墓地を見て本作を企画した。阿久悠の著書『歌謡曲の時代 -歌もよう人もよう-』に、岡田茂東映社長から阿久に「映画の題名を考えてくれないか」と依頼があり、題名だけという初めて聞く要請に阿久は驚くが、『瀬戸内少年野球団』の製作で世話になった直後でもあり引き受けた。阿久が五案か六案提出した題名案から「北の螢」が選ばれ、岡田に「どういうイメージか」と聞かれたので「『情婦マノン』だ、地の果てまで男を追って行くイメージ」と答えた。岡田が高田宏治に脚本を発注し、五社英雄監督で製作がスタート。映画の封切日は相当先なので、阿久は作詞はゆっくりやればいいと考えていたら、五社から撮影初日からスタジオでガンガン歌を流し、気分を高めたいから早く歌を作って欲しいと阿久に手紙が来た。この段階で『情婦マノン』は京の名妓と北海道の監獄長の話に変更されており、阿久はこのイメージで『北の螢』の作詞を書いた。曲を聴いた五社は阿久に「歌の凄味に負けない映画を作る」と手紙を遣した、と書かれている。
ところが実際の「阿久悠日記」には、1983年1月25日に、阿久が東映本社を訪れ、岡田東映社長から「北の歌」の作詞を依頼されたと書かれている。つまり映画の題名だけを考えてくれ、という漠然とした依頼ではなく、主題歌の作詞も同時に頼まれ、「北の螢」の詞が映画の内容にある程度合致している点から、岡田社長から映画のプロットが伝えられていた可能性もある。また、阿久が提出した題名案は五案か六案ではなく、「抱擁 地獄篇」「地獄に堕ちたサムライたち」「アバシリ」「北将軍」「冬の蛍」「冷血」「風化遊女」「恋あり 遺書あり 怨みあり」「北国神話」「浪漫浪乱」「北の抱擁」「北の遊女たち」「天国あり」「無名心中」「北の蛍」と計15案があり、この中から岡田が選んだのが「北の螢」だったのである。

### 脚本
脚本の高田宏治は北海道に長く滞在し集治監跡などを調べた。岡田社長が五社と高田を呼び「殺伐な単なるアクションにするな。鬼のような男に女が惚れて凄い人間ドラマにするのがポイントだ」と念押しした。

### キャスティング
早乙女愛は前年『女猫』（にっかつ）での度胸のいい脱ぎっぷりを評価されての抜擢。「中途半端に演って不評を買いたくない」と「引き受けたからには思い切り演った」と話した。

### 撮影
撮影所では撮影を行わず、豪雪地帯を探して福井県江上町の九頭竜川河川敷に1億円かけて樺戸集治監や料亭など、全てのオープンセットが組まれ当地でロケが行われた（北海道での撮影はなし）。1984年4月19日クランクアップ。

## 逸話
- ラスト近くに強制労働から脱走した囚人たちが集落で熊に襲われる実話を元にしたシーンがあるが[16]、このシーンは五社がやりたい、熊を出したいと急に言い出して高田や撮影の森田富士郎も猛反対した[3]。既に集治監のオープンセットにかなりの金がかかっていて予算もない[16]。話を聞いた岡田も「熊なんて出したら失敗するからやめとけ」と一旦は岡田が説得して止めさせたのだが、諦められない五社は夜中に岡田に電話してやっぱり熊を出すと説き伏せた[3]。電話を受けた高田にも五社には「熊が出なきゃ北海道じゃない」と言い張るので「北海道には鹿もウサギもキツネもいる」「絶対に失敗するから、気配だけにしよう」などと高田は懸命に五社を説得したがやはり一向に聞かず結局、着ぐるみの熊を出した[3]。

- 樺戸集治監のあった月形町議会の定例会にて、町長の答弁で初代典獄であった月形潔の人物像が捻じ曲げられていると批判された。また、同答弁にて月形潔の孫夫婦から東映に対して抗議が申し入れられたことも明かされている[17]。

## ビデオ発売
- 東映ビデオより、レンタルビデオ専用で出ていた[18]。